# Amund Sjøbrend
Amund Martin Sjøbrend (ur. 1 grudnia 1952 w Sør-Odal) – norweski łyżwiarz szybki, mistrz świata i trzykrotny medalista mistrzostw Europy.

## Kariera
Po raz pierwszy na arenie międzynarodowej Amund Sjøbrend pojawił się w 1972 roku, zajmując czwarte miejsce w wieloboju podczas mistrzostw świata juniorów w Lisleby. Walkę o medal przegrał tam ze swoim rodakiem, Terje Andersenem. Pierwszy sukces osiągnął w 1974 roku, kiedy wywalczył srebrny medal podczas mistrzostw Europy w Eskilstunie. Rozdzielił tam na podium Görana Claesona ze Szwecji oraz Hansa van Heldena z Holandii. Sjøbrend był tam najlepszy w biegach na 500 i 1500 m, trzeci na 5000 m oraz szósty na dystansie 10 000 m. W 1976 roku wystartował na igrzyskach olimpijskich w Innsbrucku, gdzie zajął trzynaste miejsce w biegu na 5000 m, a na dwukrotnie dłuższym dystansie był dziesiąty. W tym samym roku był drugi w biegu na 1500 m i trzeci na 5000 m podczas mistrzostw Europy w Oslo, jednak ostatecznie zajął czwarte miejsce. W walce o podium lepszy okazał się inny Norweg, Jan Egil Storholt. Czwarty był także na wielobojowych mistrzostwach świata w Heerenveen w 1980 roku, gdzie walkę o trzecie miejsce przegrał z Tomem Erikiem Oxholmem. W międzyczasie zdobył brązowy medal na mistrzostwach Europy w Larvik w 1977 roku, plasując się za Storholtem i Kayem Stenshjemmetem. Sjøbrend zajął tam kolejno szóste miejsce w biegach na 500 i 5000 m drugie na 1500 m oraz pierwsze na 10 000 m. Ostatnie dwa medale wywalczył w 1981 roku. Najpierw zwyciężył na mistrzostwach Europy w Deventer, zajmując między innymi pierwsze miejsce na 5000 m, drugie na 1500 m i trzecie na 10 000 m. Niecały miesiąc później najlepszy był również podczas mistrzostw świata w Oslo, gdzie wygrał bieg na 1500 m, a na dystansie 10 000 m był trzeci. Różnica między nim a drugim w klasyfikacji Stenshjemmetem wyniosła zaledwie 0,106 pkt. W 1981 roku zakończył karierę.
Sześciokrotnie zdobywał medale mistrzostw Norwegii w wieloboju, w tym złoty w 1975 roku, srebrne w 1974 i 1981 roku oraz brązowe w latach 1976, 1979 i 1980.
W 1981 roku otrzymał Nagrodę Oscara Mathisena.